# Ksar Izakhniouen
Ksar Izakhniouen (en arabe : قصر إزاخنيون, en tamazight : ighrem Izakhniwen) est un village fortifié dans la province de Zagora, région de Draa-Tafilalet au sud-est du Maroc .